# Ivan Mašek
Ivan Mašek (28. července 1948 Praha – 7. ledna 2019 Praha) byl český pravicový politik a ekonom, za normalizace disident, signatář Charty 77, v letech 1990 až 1998 postupně poslanec České národní rady a Poslanecké sněmovny PČR za Občanské fórum, později za ODA. Po odchodu z ODA předák Strany konzervativní smlouvy.

## Biografie
V letech 1968–1969 studoval psychologii na Filozofické fakultě Univerzity Karlovy. Poté vystudoval VŠE, obor automatizované systémy řízení. Na počátku normalizace byl propuštěn ze zaměstnání pro nesouhlas s okupací roku 1968. Pracoval pak jako pomocný dělník, později jako programátor, systémový programátor a vedoucí výpočetního střediska. V dobách komunistického režimu působil v disentu a byl vězněn pro pobuřování. V 80. letech se účastnil opozičních bytových seminářů, byl signatářem Charty 77. Z vězení byl shodou okolností propuštěn 17. listopadu 1989. Po sametové revoluci spoluzakládal ODA. Byl účastníkem schůze jejího přípravného výboru a v ODA reprezentoval křídlo navazující na disidentské Hnutí za občanskou svobodu.
Ve volbách v roce 1990 byl zvolen za Občanské fórum, respektive za ODA, do České národní rady. Opětovně byl zvolen do ČNR ve volbách v roce 1992, za ODA (volební obvod Praha). Zasedal v ústavněprávním výboru.
Od vzniku samostatné České republiky v lednu 1993 byla ČNR transformována na Poslaneckou sněmovnu Parlamentu České republiky. V ní obhájil mandát ve volbách v roce 1996. V letech 1992–1996 byl místopředsedou ústavněprávního výboru, pak v letech 1996–1998 místopředsedou rozpočtového výboru. Od roku 1992 až do prosince 1997 byl předsedou poslaneckého klubu ODA.
Od dubna roku 1997 byl členem Pravé frakce ODA, která v době rostoucího pnutí uvnitř ODA prosazovala zachování konzervativních postulátů, s nimiž Občanská demokratická aliance vznikala. 2. prosince 1997 pak z ODA vystoupil. Následně patřil spolu s Čestmírem Hofhanzlem k hlavním protagonistům vzniku nové pravicové strany. Ta vznikla v březnu 1998 pod názvem Strana konzervativní smlouvy. 12. září 1998 její ustavující konvent zvolil Maška předsedou této strany. Funkci zastával až do dubna 2000, kdy ho nahradila Zuzana Bönischová. Strana nezískala parlamentní zastoupení.
V komunálních volbách v roce 2010 byl zvolen do zastupitelstva městské části Praha 6 za TOP 09. V tomto městském obvodu neúspěšně kandidoval již v komunálních volbách v roce 1998, tehdy ještě za Stranu konzervativní smlouvy. Profesně se uváděl jako analytik.
Angažoval se v kauze peněžních prostředků svěřených do správy investiční společnosti Key Investments.
Zemřel dne 7. ledna 2019 ve věku 70 let.

## Dílo
- 1998 – Tak pravil Ivan Mašek, aneb, Maškaráda (rozhovor s Ivanem Maškem vedl Radovan Šimek) – Votobia, Praha, ISBN 80-7220-013-5